# Milla de Tera
Milla de Tera es una localidad española del municipio de Vega de Tera, en la provincia de Zamora, y la comunidad autónoma de Castilla y León.

## Geografía
Se encuentra en la comarca de Benavente y Los Valles, en el valle del Tera, en su parte fronteriza con la Carballeda y la sierra de la Culebra. Está cerca de la carretera N-525 km 43,500 y un kilómetro de carretera local que sale de Junquera de Tera.

## Topónimo
El topónimo nace de la voz leonesa "lama", "llama" (prado húmedo). En La Milla se habrá producido una disimilación entre palatales, *Llamilla >*Lamilla, reforzada o simultánea con la castellanización de la ll– inicial. Seguidamente, se genera una falsa segmentación que convierte la primera sílaba en un supuesto artículo, la milla. En gallego y portugués, las formas correspondientes, Lamela, han estado a salvo de esta desagregación del falso artículo debido a la generalización temprana del artículo a. En Asturias, donde la vitalidad de la palatal inicial se ha mantenido, Llamiella ha llegado hasta nuestros días, impidiendo el falso análisis que se desencadena en La Milla.

## Historia
En la Edad Media, el territorio en el que se asienta la localidad quedó integrado en el Reino de León, cuyos monarcas habrían emprendido la fundación del pueblo.
Posteriormente, en la Edad Moderna, Milla de Tera fue una de las localidades que se integraron en la provincia de las Tierras del Conde de Benavente y dentro de esta en la receptoría de Benavente.
No obstante, al reestructurarse las provincias y crearse las actuales en 1833, la localidad pasó a formar parte de la provincia de Zamora, dentro de la Región Leonesa, quedando integrada en 1834 en el partido judicial de Benavente.

## El pueblo

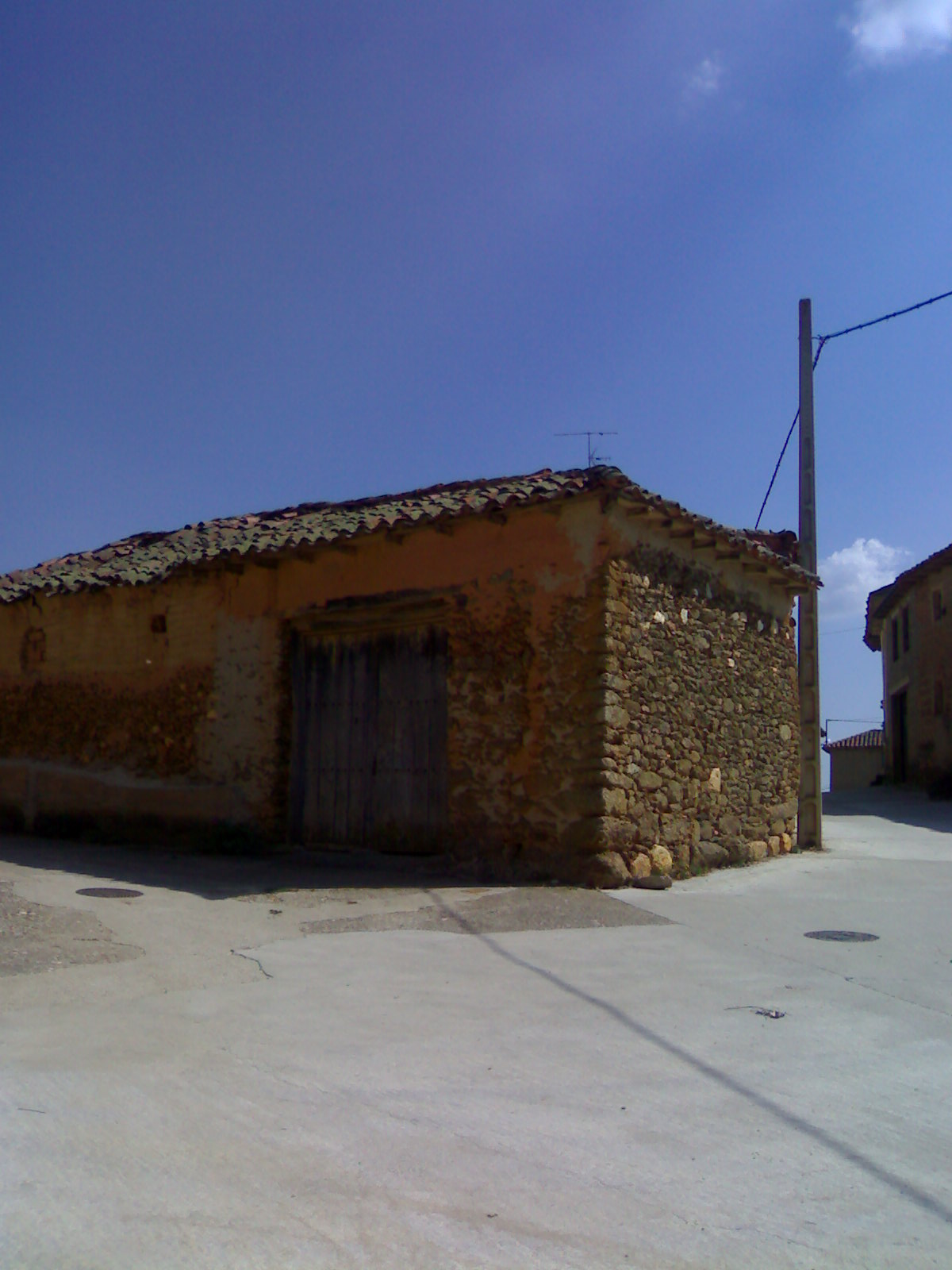
Construcción en La Milla de Tera.

En 2019 contaba con una población de 52 habitantes, es una pedanía del Ayuntamiento de Vega de Tera, al que pertenecen también Junquera de Tera y Calzada de Tera. Entre los cuatro pueblos suman una población de 328 habitantes (fuente INE censo de 2019) y ocupan una extensión de 44 km². Pertenecen al partido judicial de Benavente y a la Diócesis de Astorga.
Según la misma fuente (INE), en el año 1940 la población en la localidad de Milla de Tera era de 305 habitantes.
Su entorno es agrícola y ganadero, aunque en los últimos años se han dejado de cultivar muchas tierras debido a que su población joven ha emigrado a otras zonas de España, por eso el entorno natural ha pasado en unos años de dedicarse a tierras de cultivo (generalmente dedicadas a cereales, patatas y hortalizas), a estar cubiertas de monte de robles, encinas y matorral (espino albar, peral silvestre, urz o brezo, jara, carqueixa, tomillo, lavanda, genistas,...). Cuenta también con varios pinares de plantación y grandes extensiones de chopos en las zonas más húmedas. En los huertos se cultivan algunas verduras para el consumo familiar y un poco más lejos buena cantidad de viñas.
En La Milla y en Junquera hubo hace ya algunos años importantes trabajos de alfarería y cocción de tejas romanas, de lo que ya sólo queda el testimonio de los hornos en ruinas.

## Fiestas
Milla celebra sus fiestas patronales el 28 de enero.